# 시간 끌기
시간 끌기(Running out the clock)는 스포츠 전략에서 선두를 유지하거나 일방적인 경기 종료를 앞당기기 위해 미리 선택된 일련의 플레이를 통해 시간이 만료되도록 허용하는, 승리하고 있는 팀의 관행이다. 이러한 조치는 시간을 소비하지만 전술적 목적은 없다. 이는 일반적으로 상대 팀이 득점할 수 있는 시간을 줄이기 위해 경기가 끝날 무렵 근소한 차이(또는 때때로 동점)로 승리하는 팀에 의해 수행된다. 일반적으로 점수를 얻으려는 행위인 RUTS(Running up the score)의 반대 전략이다.
시간을 다 소모하는 과정에는 일반적으로 다른 팀이 방해하거나 반격할 수 있는 능력을 최소화하기 위한 낮은 위험, 이벤트가 낮은 플레이가 포함된다. 이는 관중들에게 흥미롭지 않은 스포츠를 만들어 내기 때문에 많은 규칙서에서는 이에 대응하려고 시도한다. 일부에는 경기 시계(play clock)나 샷 클락과 같이 경기 완료에 대한 시간 제한이 포함된다.
시간을 다 소모하는 방법은 특히 스포츠마다 다르다. 어떤 경우에는 이것이 경기의 정상적인 측면으로 간주되는 반면, 다른 경우에는 비신사적인 것으로 간주된다.

## 같이 보기
- 콜드게임